# Командир взвода (фильм)
«Команди́р взво́да» — американский кинофильм режиссёра Аарона Норриса.

## Сюжет
Молодой лейтенант Джефф Найт (англ. Geff Knight — игра слов: английское слово knight переводится как рыцарь), выпускник Вест Пойнта, попадает в самое пекло войны во Вьетнаме. Его назначают командовать взводом, который находится в самом центре вьетнамских джунглей. Офицер наводит порядок в подразделении и пытается честно выполнять воинский долг.

## В ролях
- Майкл Дудикофф — лейтенант Джефф Найт
- Роберт Ф. Лайонс — сержант Майкл МакНамара
- Майкл ДеЛоренцо — Раймон Байсера
- Рик Фиттс — Роберт Хайес
- Тони Пирс — Ян Шультц
- Дэниэл Деморест — Даффи
- Брайан Либби — Роач
- Майкл Райдер — Дон Пайк
- Смит Уильям — майор Флин
- Ивэн Баркер — Клински